# Paramiella
Paramiella là một chi ốc sên đất liền có mang và nắp, chúng là động vật chân bụng thân mềm sống trên cạn thuộc họ Neocyclotidae.

## Loài
Các loài trong chi Paramiella bao gồm:
- Paramiella incisa[2]
- Paramiella kondoi[3]